# Lazy Dog (бомба)

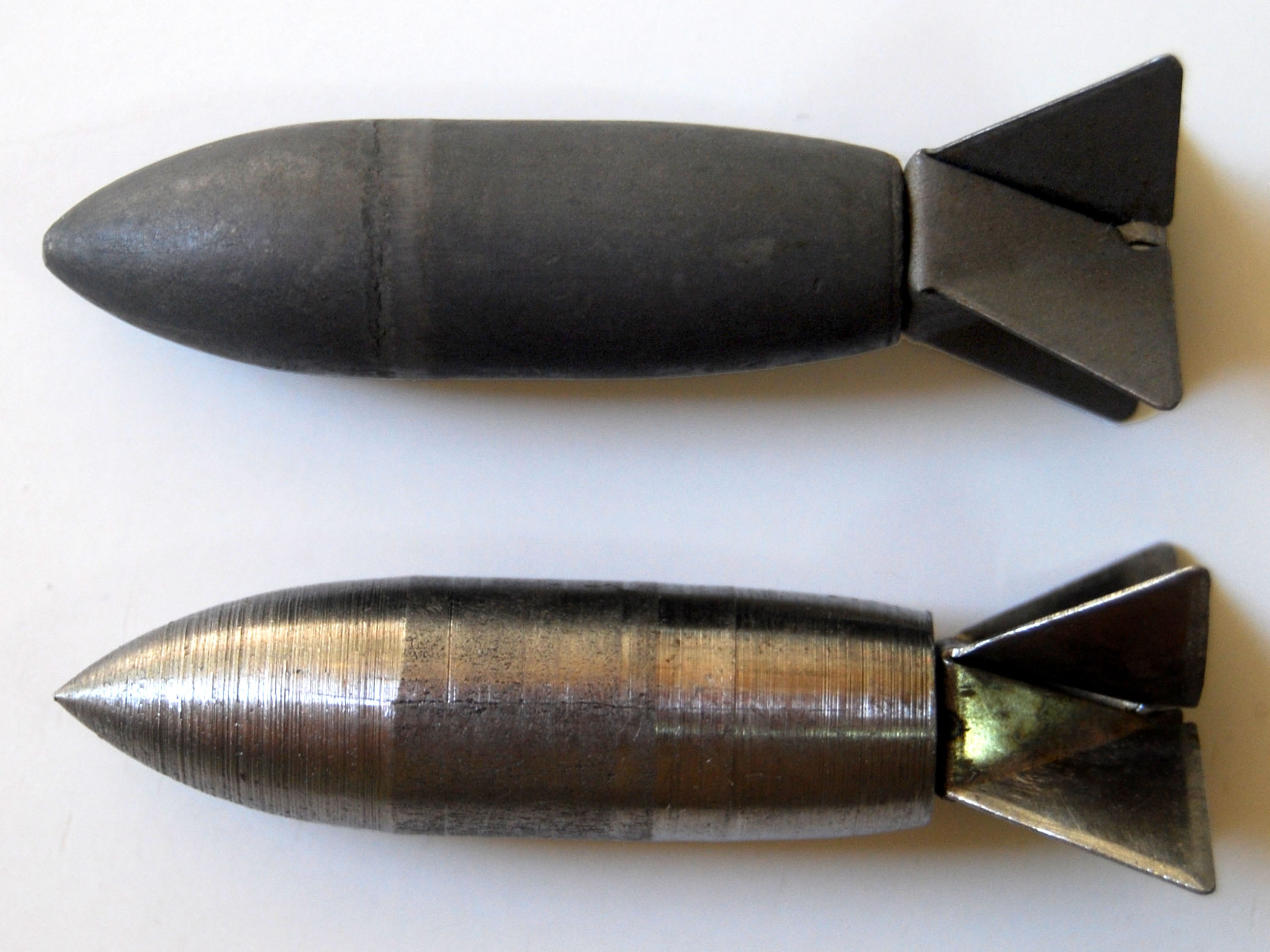
Дві конструкції бомб Lazy Dog. (Згори: перший кований зразок зі сталі, Знизу: більш пізній виточений на токарному станку зразок.)

Lazy Dog (інколи мала назву Red Dot Bomb або Yellow Dog Bomb) не великий, некерований кінетичний снаряд зазвичай 1,75 дюйма (44 мм) у довжину, 0,5 дюйма (13 мм) в діаметрі та вагою приблизно 0,7 унції (20 г).
Зброя була розроблена для скидання з літаків. Вона не мала вибухового заряду, але в польоті вона набирала швидкість і мала значну кінетичну енергію, яка робила цю зброю смертельною і могла легко пробивати легкі навіси, такі як крони дерев, кілька дюймів піску або легку броню. Бомби Lazy Dog були простими та дешевими; їх можна було скидати у великій кількості за один захід на ціль. Проте як і інша зброя  такі бомби мали жахливі та безрозбірні наслідки.
Загалом бомби Lazy Dog використовували під час Корейської та В'єтнамської воєн.

## Розробка

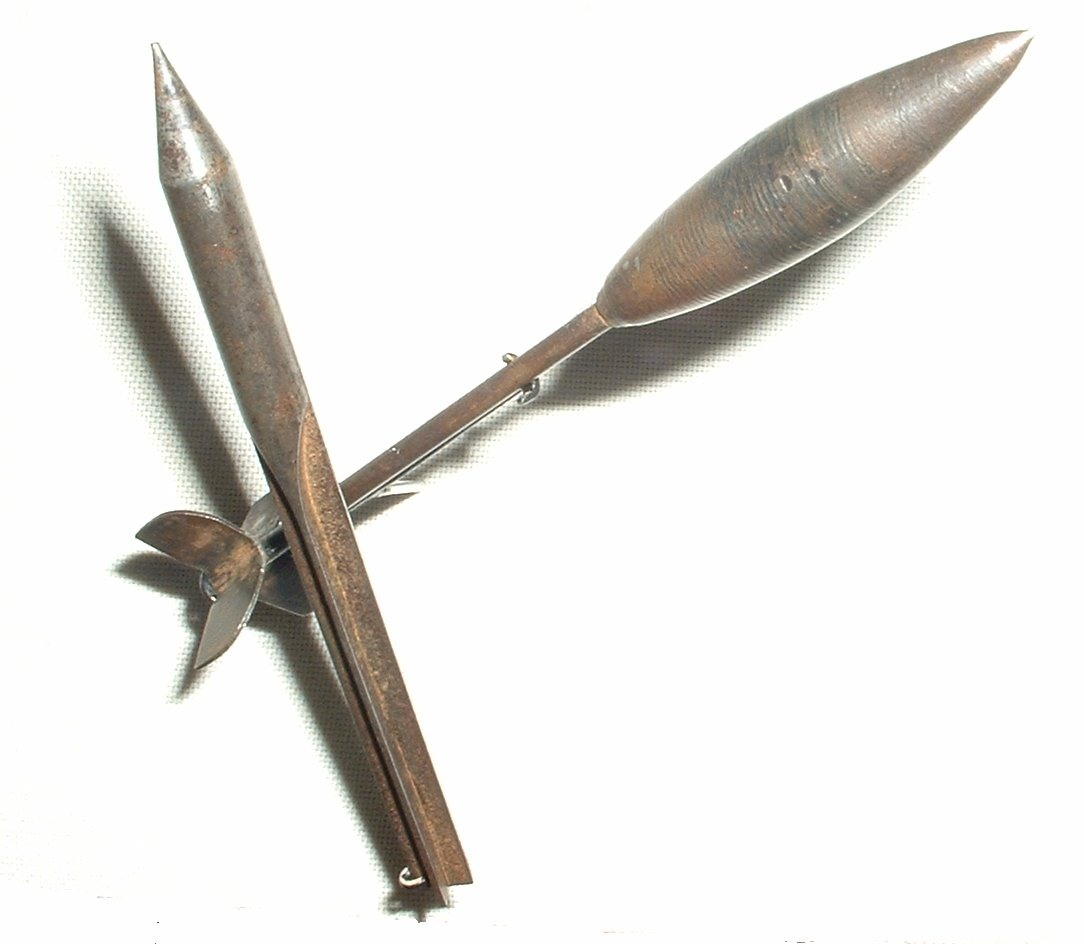
Флешетти часів Першої світової війни, можливо французькі.

Попередниками бомб Lazy Dog стали флешетти часів Першої світової війни.
Бомби Lazy Dog, у своїй звичайні формі, з'явилися на початку Другої світової війни (на початку 1941). Подальшим розвитком цих бомб, стали розробки часів Корейської та В'єтнамської воєн, які тестували та розробляли в 1950-х та 1960-х роках.
Спочатку кодову назву Lazy Dog використовували для програми Armament Laboratory, об'єднана розробка зброї компаніями Delco Products Corporation, F&F Mold та Die Works, Inc., Haines Designed Products і Master Vibrator Company з Дайтони. Метою проекту було розроблення і тестування вільнопадаючоюї ракети для скидання з бомбардувальників та винищувачів. Протипіхотні ракети Lazy Dog були розроблені для знищення ворожих сил невеликими снарядами, які в три рази перевищували силу стандартної авіабомби. Armament Laboratory співпрацювала з Flight Test Laboratory, яка мала аеродинамічну трубу для тестування бомб різних форм.
Експериментальні бомби Lazy Dog різних форм та розмірів тестувалися на випробувальному полігоні авіабази Еглін, Флорида, наприкінці 1951 та на початку 1952. Літак F-84 летів зі швидкістю 400 вузлів на висоті 23 метри атакуючи джип та бомбардувальник B-24. В результаті цілі отримали вісім уражень на квадратний ярд. Тести довели ефективність Форм 2 та 5. Форма 5, покращений Lazy Dog, мав потужність кулі .50-го калібру і могла пробити 24 дюйми (61 см) піску. Форма 2 могла пробити 12 дюймів (30 см) піску—як куля .45-го калібру.

## Використання

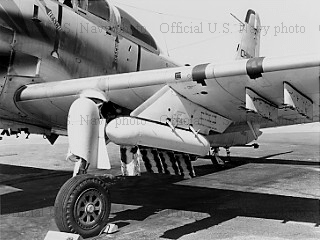
AD-5N Skyraider, BuNo 132521, контейнер Lazy Dog, Чайна-Лейк, 13 квітня 1961. Офіційне фото ВМС США.

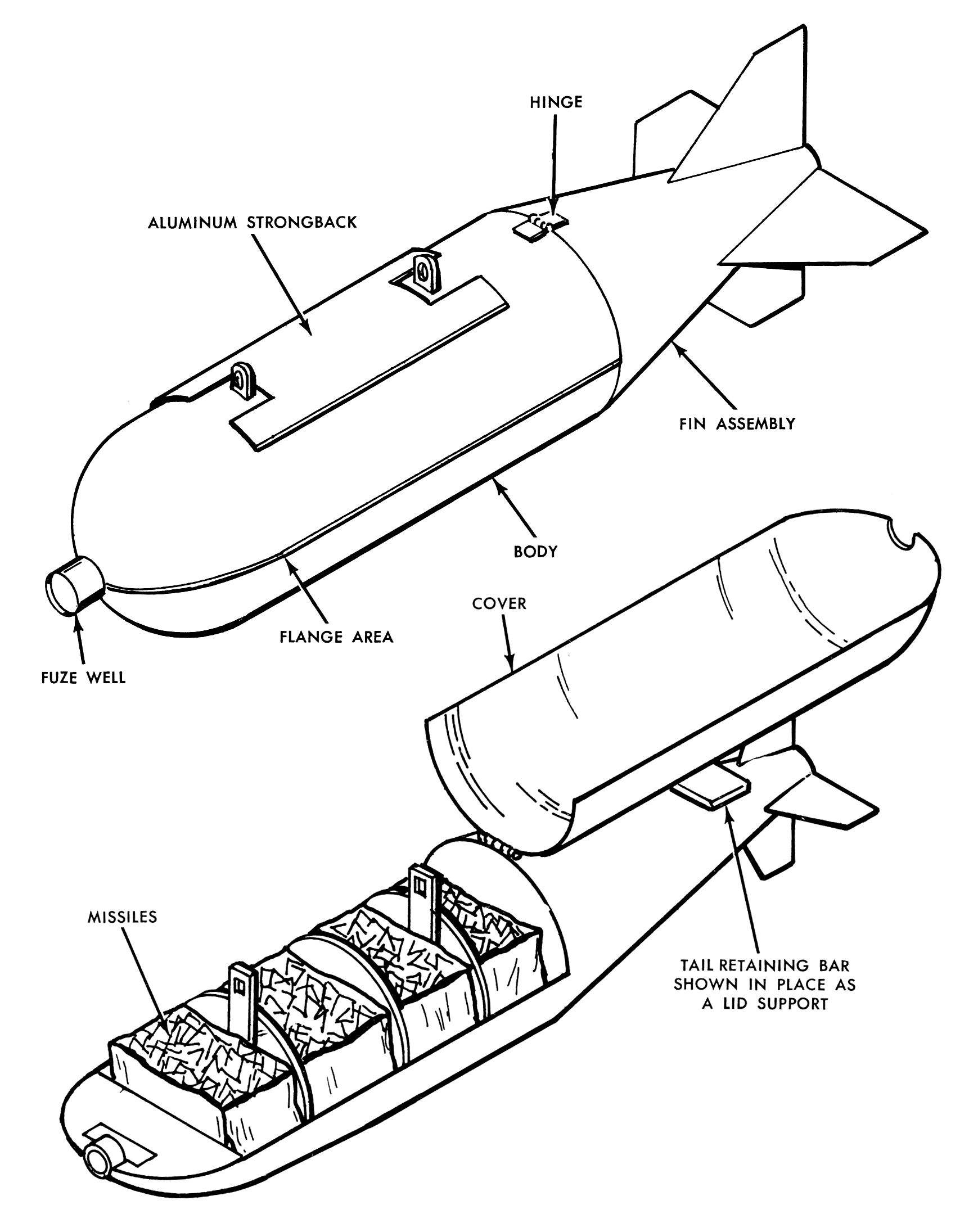
Контейнер Mk 44 Lazy Dog.

Снаряд Форми 2 було відправлено тихоокеанському командуванню ПС США для бойового використання в середині 1952. Командування одразу замовило 16,000 збройних систем Lazy Dog. Підполковника ВПС Гейла з Armament Laboratory на 90 днів було направлено до Японії для створення виробництва бомб Lazy Dog та навчання екіпажів використовувати їх. Проект Lazy Dog тривав протягом 1952 для виявлення оптимальних характеристик контейнерів  та можливості заміни боєголовок Lazy Dog на вибухові ракети Матадор. Програма Lazy Dog тривала до кінця 1950-х.
Бомби Lazy Dog можна було скидати майже з будь-яких літальних апаратів. Їх можна було викидати з відер, скидати руками, перевозити у паперових мішках або в контейнерах Mark 44 — звичайних оболонках яких було зроблено відсіки для зберігання бомб, який відкривався механічним годинниковим детонатором. Контейнер мав довжину  170 см та 36 см в діаметрі. Їх могли доставляти на місце порожніми, а потім їх споряджали вручну. Вага коливалася від 250 до 280 кг в залежності від кількості бомб. Теоретично контейнер міг містити до 17,500 бомб.
Незалежно від того як вони були скинуті, кожна бомба "Lazy Dog" набирала велику кінетичну енергію під час падіння, пробиваючи будь-який матеріал занурюючись у землю. За деякими звітами їхня швидкість перед ураженням цілі досягала 320 км/год.
Варіант бомби "Lazy  Dog" було розроблено для безвідкотної гармати. Проте, розробки було згорнуто через появу флешетти іншого типу для безвітконих гармат.